# Karakojunluská říše
Karakojunluská říše (ázerbájdžánsky Qara Qoyunlar, turkmensky Garagoýunly, též psáno jako Kara Koyunlu nebo Qara Qoyunlu) byla oghuzsko-turkickým státním útvarem v oblasti Blízkého východu, který v době svého největšího rozmachu zahrnoval území dnešní Arménie, Ázerbájdžánu, Iráku, východního Turecka a západního Íránu. Říše existovala v letech 1375 až 1468 a její konec přivodil rivalský, akkojunluský stát ze západu. Kromě toho, že zaujímá významné místo v historii ázerbájdžánského národa, státy karakojunluský a akkojunluský se neodmyslitelně podílely na historii a formování ázerbájdžánské státnosti.

## Historie
Karakojunluské državy byly zpočátku ve vazalském poměru k džalájirovskému sultanátu. Nezávislost získaly za vlády Kara Júsufa, který dovedl své armády k úspěšnému obsazení hlavního města Džalájirovců, Tabrízu. V roce 1400 utrpěly karakojunluské armády porážku od Tamerlána (Tímúra Lenka) a Kara Júsuf byl nucen k útěku do mamlúckého Egypta, kde ho přechodně internovali. Shromáždil nové vojsko, s nímž okolo roku 1406 získal zpět Tabríz a v roce 1410 dobyl i Bagdád.

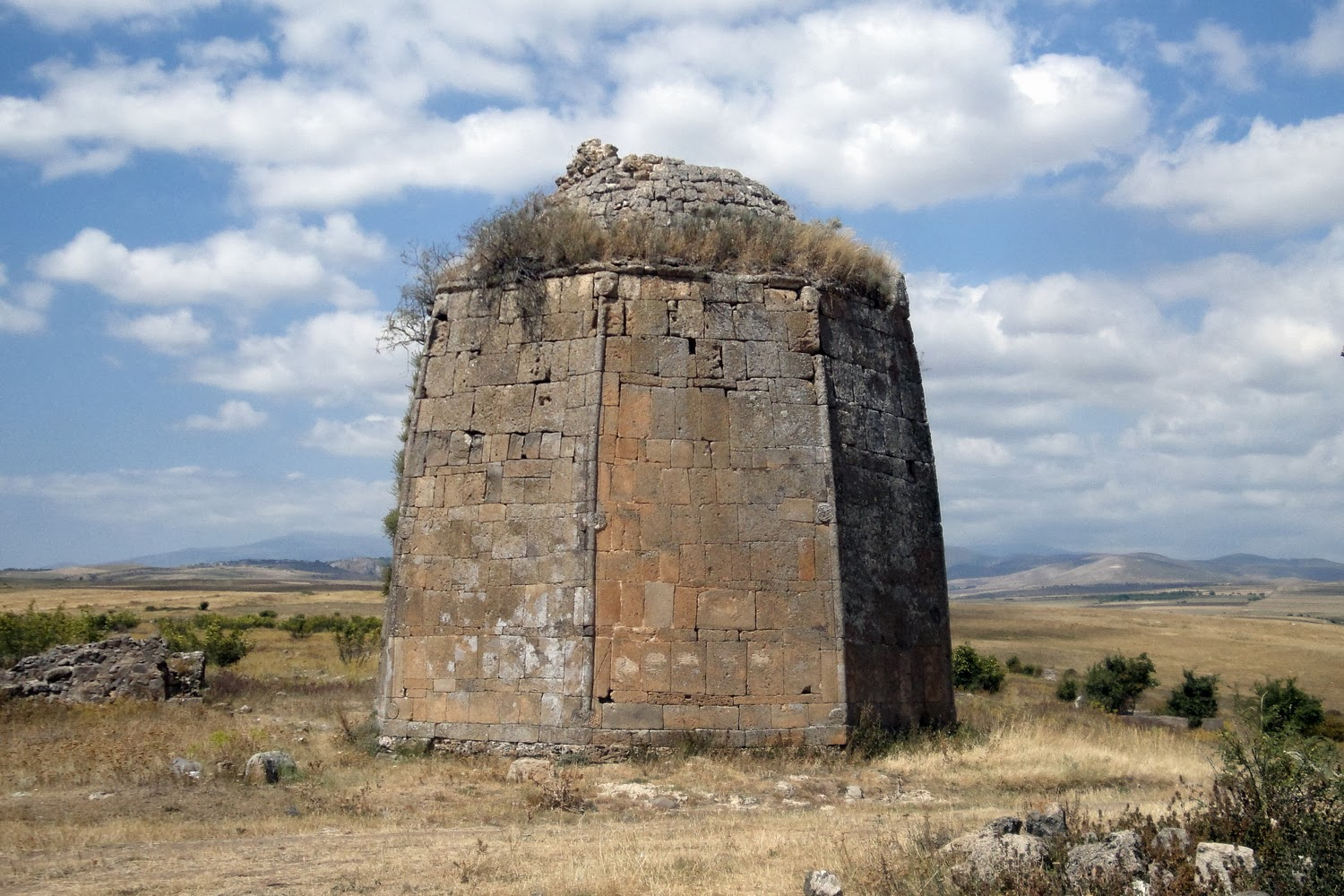
Hrobka Kary Júsufa

Navzdory vnitřním konfliktům mezi potomky Kara Júsufa po roce 1420 a sílícímu ohrožení ze strany tímúrovské říše si karakojunluský stát svou celistvost udržel. Vládce Džahánšáh uzavřel na jistou dobu příměří se svým tímúrovským sokem, a třebaže dlouho nevydrželo, podařilo se mu anektovat východní část Iráku a pobřeží Arabského poloostrova, zatímco jeho protivník obsadil západní Írán. Ačkoli tehdy karakojunluská moc dosáhla vrcholu, vnitropoliticky se vyhrotily problémy Džahánšáha s jeho rebelujícími syny. Ti de facto kontrolovali Bagdád, odkud svého otce roku 1464 vypudili.
V roce 1466 se Džahánšáh pokusil získat zpět od akkojunluského vládce provincii Diyarbakır, podnik však skončil debaklem a sám Džahánšáh zahynul. Karakojunluská dynastie ztratila rychle vážnost u soupeřů a do roku 1468 její stát zanikl.

## Galerie

karakojunluská miniatura z 15. století, nyní uložená v New Yorku
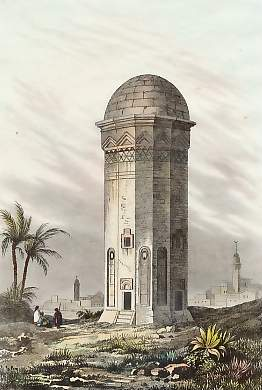
mauzoleum turkmenských emírů, kolorovaná kresba 1838
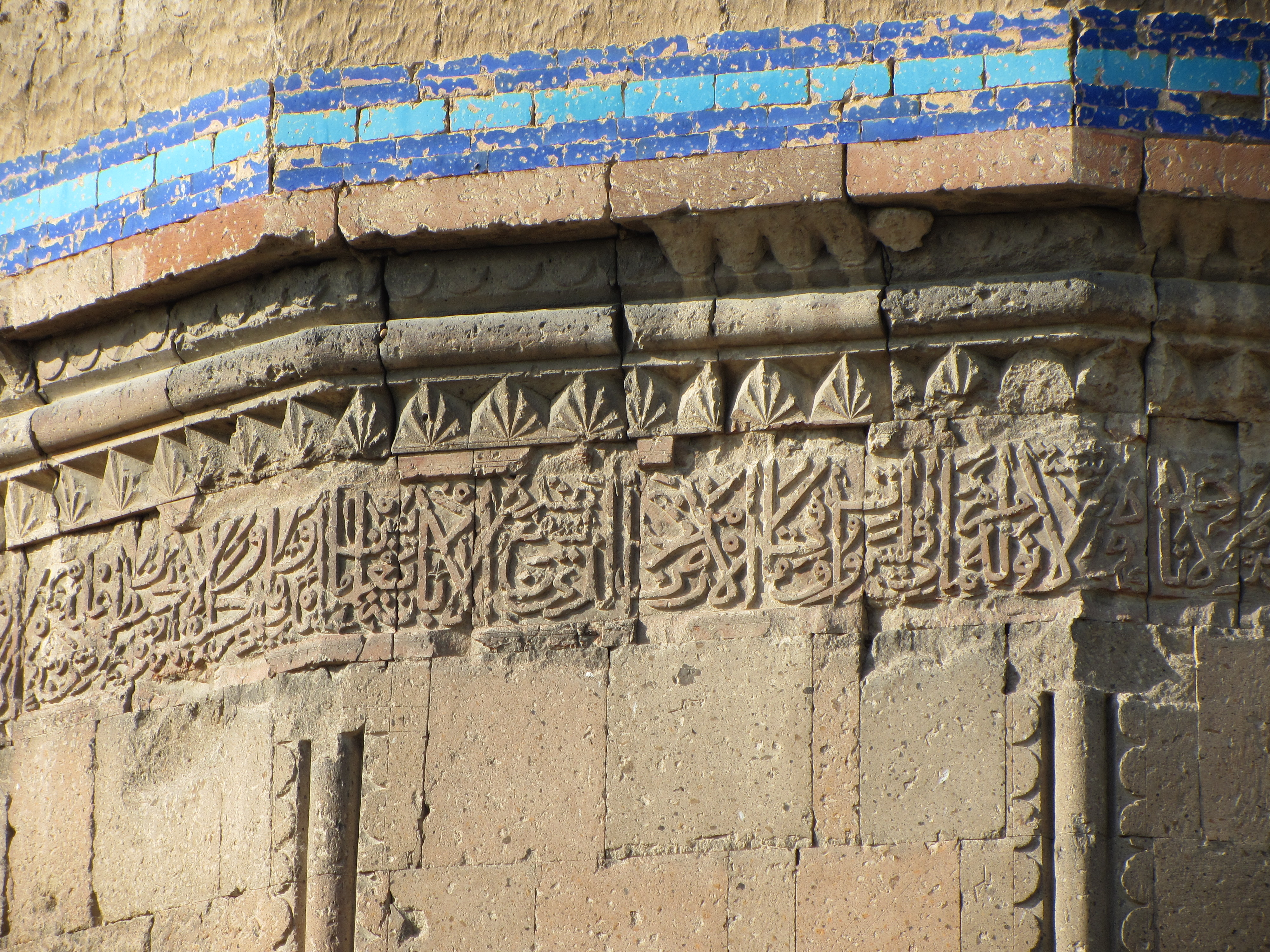
karakojunluské arabské písmo na hřbitově v Argavandu
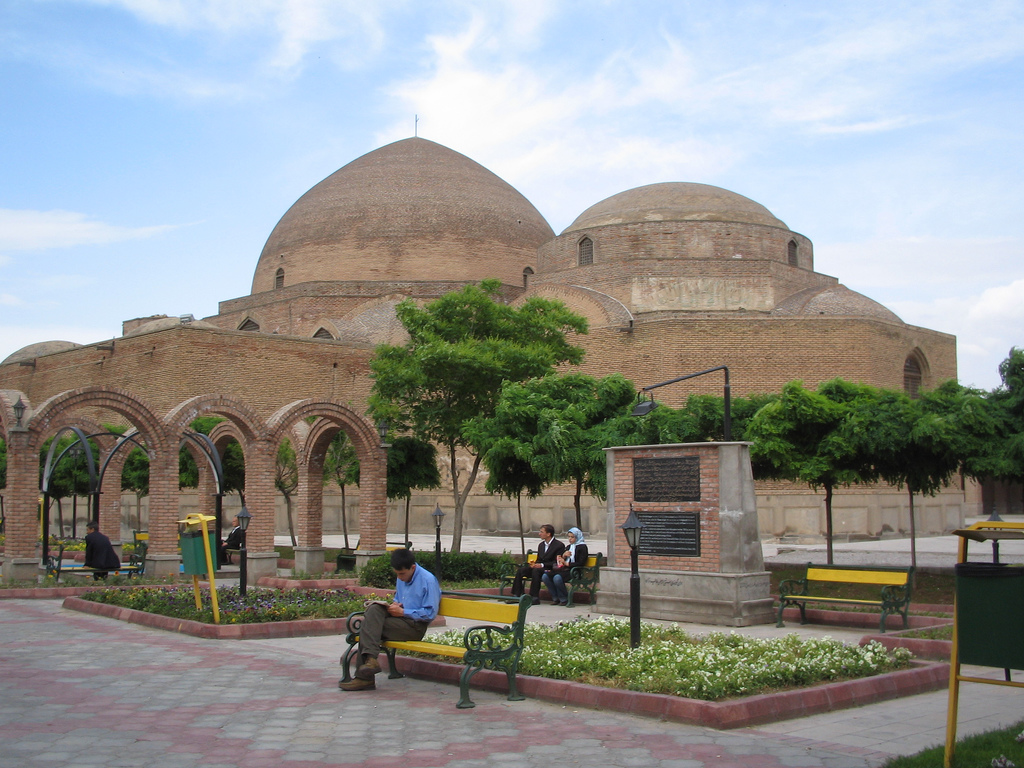
Modrá mešita v Tabrízu